# رودیانو
رودیانو (به ایتالیایی: Rudiano) یک کومونه در ایتالیا است که در استان برشا واقع شده‌است.

## خصوصیات
رودیانو ۹ کیلومترمربع مساحت و ۵٬۹۱۷ نفر جمعیت دارد و ۱۱۷ متر بالاتر از سطح دریا واقع شده‌است.